# Benjamin F. Conley
Pour les articles homonymes, voir Conley.
Benjamin Conley (1er mars 1815 – 10 janvier 1886) est un homme politique américain de l’État de Géorgie, qui est le 47e gouverneur de Géorgie de 1871 à 1872. Il a également été maire d'Augusta de 1857 à 1859.

## Biographie
Conley est né à Newark dans le New Jersey en 1815. Il a déménagé encore jeune à Savannah en Géorgie. 
Conley fut le 47e gouverneur de Géorgie du 30 octobre 1871 au 12 janvier 1872 pendant la reconstruction et est le deuxième gouverneur républicain de Géorgie. Conley est président du Sénat de Géorgie quand son prédécesseur, Rufus Bullock, est forcé de démissionner. En tant que président du Sénat, Conley a assumé le poste de gouverneur mais n’a servi que pendant deux mois. Conley a été le dernier républicain à servir en tant que gouverneur de la Géorgie jusqu’à 2002 l'élection de Sonny Perdue.
Il mourut en 1886 à Atlanta.

## Source
- (en) Cet article est partiellement ou en totalité issu de l’article de Wikipédia en anglais intitulé « Benjamin F. Conley » (voir la liste des auteurs).